# Exetastes femorator
Exetastes femorator là một loài tò vò trong họ Ichneumonidae.